# Abu-Muhàmmad Abd-Al·lah ibn Ghàniya
Abu-Muhàmmad Abd-Al·lah ibn Ghàniya fou valí de Balànsiya, el 1145.
Fou derrocat per una revolta popular en esclatar la revolta contra els almoràvits.